# Lipopolysaccharide

Cấu trúc của lipopolysaccharide

Lipopolysaccharide (LPS), còn được gọi là lipoglycan hoặc nội độc tố, là các đại phân tử được cấu tạo gồm lipid và polysaccharide. Chúng có cấu trúc gồm kháng nguyên-O, lõi ngoài và lõi bên trong được nối với nhau bởi liên kết cộng hóa trị; lipopolysaccharide có thể được tìm thấy trong màng ngoài của vi khuẩn Gram âm.
Thuật ngữ lipooligosaccharide ("LOS") được sử dụng để chỉ một dạng lipopolysaccharide vi khuẩn nhưng có trọng lượng phân tử thấp.

## Tìm ra
Độc tính của LPS được phát hiện lần đầu tiên và được gọi là "nội độc tố" bởi Richard Friedrich Johannes Pfeiffer. Pfeiffer đã phân biệt giữa ngoại độc tố, loại độc tố được vi khuẩn thải vào môi trường xung quanh, và nội độc tố, mà ông cho là chất độc giữ trong tế bào vi khuẩn và chỉ được giải phóng sau khi phá hủy thành tế bào vi khuẩn.:84 Các công trình nghiên cứu tiếp theo cho thấy việc giải phóng LPS từ vi khuẩn Gram âm không nhất thiết cần phải phá hủy thành tế bào vi khuẩn, mà đúng hơn là LPS được tiết ra như là một phần của hoạt động sinh lý bình thường trong việc vận chuyển các túi chứa ra bên ngoài màng. Các túi này cũng có thể chứa các độc tố khác và protein.
Ngày nay, thuật ngữ "nội độc tố" chủ yếu được sử dụng đồng nghĩa với LPS, mặc dù có một số nội độc tố không liên quan đến LPS, chẳng hạn như protein nội độc tố delta được Bacillus thuringiensis tiết ra.

## Chức năng ở vi khuẩn
LPS là thành phần chính của màng ngoài của vi khuẩn Gram âm, góp phần đáng kể vào tính toàn vẹn cấu trúc của vi khuẩn, và bảo vệ màng khỏi một số loại tấn công hóa học nhất định. LPS cũng làm tăng điện tích âm của màng tế bào và giúp ổn định tổng thể cấu trúc màng. LPS rất quan trọng đối với nhiều vi khuẩn Gram âm, vi khuẩn có thể chết nếu LPS bị đột biến hoặc mất đi; tuy nhiên, cũng có một số ít vi khuẩn Gram âm không quan trọng về LPS lắm, chẳng hạn như Neisseria meningitidis, Moraxella catarrhalis và Acinetobacter baumannii. LPS nhận được đáp ứng mạnh mẽ từ các hệ miễn dịch ở động vật bình thường. Ngoài liên quan đến việc gây bệnh, chất này cũng có thể tham gia một số quá trình khác của vi khuẩn, có thể kể đến như độ bám dính bề mặt, độ nhạy cảm với thể thực khuẩn, và tương tác với các loài ăn chúng như amip.
LPS là cần thiết cho các cấu hình thích hợp để Omptin hoạt động; tuy nhiên, LPS sẽ ngăn cản omptin do cách bài trí của các nguyên tử trong không gian (steric).